# یوکا بررتی
یوکا بررتی (هلندی: Yoka Berretty; ۸ مهٔ ۱۹۲۸ – ۲۸ نوامبر ۲۰۱۵) هنرپیشه اهل هلند بود.
از فیلم‌ها یا برنامه‌های تلویزیونی که وی در آن نقش داشته‌است می‌توان به نان، عشق و …، شارلوت اشاره کرد.